# V3 (бронеавтомобіль)

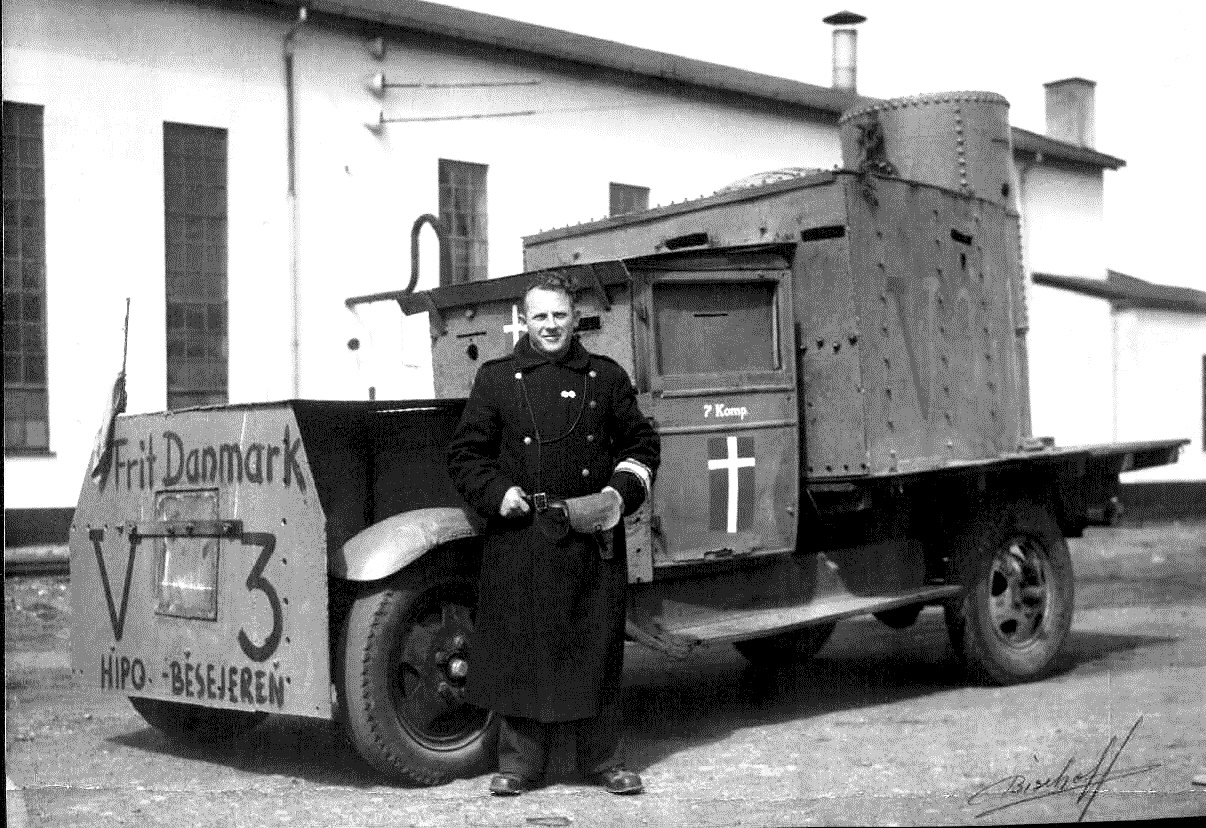
Поуль Вільспанг і V3. На машині написано: Вільна Данія і Переможець HIPO (тобто колаборантської окупаційної поліції).

Бронеавтомобіль V3 (дан. V3-panservogn) — саморобна броньована вантажівка, яку побудували під час окупації Данії бійці опору з Фредеріксверка.
Броньовик почали створювати на початку 1945 року. Його планувалося використовувати після неминучої капітуляції окупаційних військ для підтримки так званої B-gruppe — учасників спротиву, що займалися допомогою поліції в затриманні озброєних колаборантів. Автором ідеї був керівник цієї групи Поуль Фроде Вільспанг. Робота почалася ще до капітуляції й велася на залізничній ремонтній майстерні, де Вільспанг був учнем майстра, а потім, вже нехтуючи конспірацією заради швидкості, на місцевому сталепрокатному заводі. До 2-тонної вантажівки Ford Model AA 1930 року, що до того належала залізниці, приварили броню з викрадених з заводу сталевих пластин товщиною ½ дюйма, які призначалися для ремонту кораблів. Для запобігання перегріву двигуна довелося вирізати великий отвір у передній пластині.
Озброїли машину легким кулеметом Bren, встановленим на великому сталевому барабані, який виконував роль «гарматної башти», також з машини вели вогонь 5-6 членів екіпажу. Броньовик назвали «V3» («Фау-3») як відповідь на назви німецьких ракет V1 і V2.
Роботу над броньовиком було завершено в ніч з 4 на 5 травня 1945 року, тобто вже після капітуляції німецьких окупаційних військ, що відбулася 4 травня. 6 травня відбулося його перше й останнє бойове застосування — проти данських колабораціоністів групи Йоргена Лоренцена, підпорядкованої окупаційній поліції. 19 учасників групи ховалися у дачному будинку в селі Ассербо поблизу міста. Бійці данського опору виявили їх, але колабораціоністи були дуже добре озброєні. Коли прибув V3 і дав всього одну чергу з кулемета, двоє з колаборантів були вбиті, ще шестеро отримали важкі поранення (один з них після поранення застрелився), решта припинили опір і здалися.
Після війни V3 був показаний в Стокгольмі та на великому параді в Парижі. Він протягом багатьох років був виставлений біля Музею свободи в Копенгагені. 28 квітня 2013 року музей згорів, але машину вдалося врятувати, і після реконструкції музею у 2015 вона була виставлена на тому ж місці.